# Nation prolétarienne
La nation prolétarienne est un terme avec lesquels les intellectuels nationalistes italiens du XXe siècle, tels qu'Enrico Corradini, désignaient l'Italie et d'autres nations qu'ils considéraient comme productives, moralement vigoureuses et enclines à l'action audacieuse, caractéristiques qu'ils considéraient comme associées au prolétariat. Corradini admirait les mouvements prolétariens révolutionnaires tels que le syndicalisme pour leurs tactiques, bien qu'il s'opposât à leurs objectifs, et il souhaitait inspirer un mouvement nationaliste radical qui utiliserait des tactiques similaires au service d'objectifs différents : un mouvement qui prônerait la guerre impérialiste à la place de la révolution de classe , tout en maintenant les mêmes méthodes de « cohésion maximale, concentration des forces, discipline de fer et impitoyabilité totale ». Corradini associait le concept de prolétariat à la fonction économique de la production, affirmant que tous les producteurs sont, au sens moral du terme, prolétariens (non seulement les travailleurs, mais aussi les propriétaires productifs et les entrepreneurs), et il croyait que tous les producteurs devraient être à l'avant-garde d'une nouvelle nation prolétarienne impérialiste.
Le concept de « nation prolétarienne » a été adopté plus tard par les fascistes après la Première Guerre mondiale, et il a été utilisé pour tenter d'éloigner la classe ouvrière du socialisme et du communisme en faisant valoir que la lutte entre les classes pouvait être remplacée par une lutte entre les nations, en particulier entre les « nations prolétariennes » et les ploutocraties.

## Origines
Enrico Corradini a inventé le terme « nation prolétarienne » en 1910, dans le cadre d'une argumentation en faveur d'un nouveau type de nationalisme radical qui s'inspirerait de « l'ardeur, le courage et la détermination » de la gauche révolutionnaire, mais qui privilégierait la guerre à la révolution et la conquête territoriale au renversement de la classe dirigeante. Corradini s'opposait au socialisme révolutionnaire et au syndicalisme en Italie pour leur antipatriotisme, leur antimilitarisme, leur internationalisme et leur promotion de la lutte des classes. Cependant, lui et d'autres nationalistes admiraient l'esprit révolutionnaire et conquérant de ces mouvements prolétariens. Lors d'une réunion de l'Association nationaliste italienne en 1910, Corradini déclara : 

« Nous sommes le peuple prolétarien par rapport au reste du monde. Le nationalisme est notre socialisme. Ce nationalisme établi doit être fondé sur la vérité que l'Italie est moralement et matériellement une nation prolétarienne. »

— Manifeste de l'Association nationaliste italienne, décembre 1910.
Le concept nouvellement développé, celui de nation prolétarienne, fut défendu dans un magazine hebdomadaire, La Lupa, fondé par Paolo Orano en octobre 1910 et dont Corradini fut l'un des principaux contributeurs.

## Utilisation du concept
Ce concept a été utilisé occasionnellement par Benito Mussolini d'avant la Seconde Guerre mondiale jusqu'à sa mort. Ce terme indiquait non seulement la différence entre fascisme et capitalisme, mais aussi entre communisme et fascisme.
Dans l'une de ses dernières interviews avant sa mort en 1945, Mussolini déclara au journaliste Ivanoe Fossani que « nous sommes des nations prolétariennes qui se soulèvent contre les ploutocrates » et que « je suis plus que jamais convaincu que le monde ne peut pas sortir du dilemme : soit Rome, soit Moscou. »
Le terme « nation prolétarienne » était également utilisé en Allemagne dans les années 1920 par l' aile strasserienne du parti nazi , qui critiquait la direction d'Adolf Hitler et cherchait à accroître l'attrait de son parti auprès des travailleurs allemands. Gregor Strasser et son frère Otto Strasser , ainsi que des associés comme Joseph Goebbels, répondirent aux socialistes par un appel au nationalisme prolétarien. Ils affirmaient qu'il ne fallait pas entendre « l'appel de la classe prolétarienne, mais celui des nations prolétariennes ». Considérant l'Allemagne comme humiliée, trahie et pillée après la Première Guerre mondiale, la faction Strasser considérait le monde comme « divisé en peuples oppresseurs et opprimés » et soutenait l'idée d'une alliance entre l'Allemagne et les autres nations opprimées, ce qu'Hitler qualifiait d'« absurdité politique ». Beaucoup plus tard, Robert Ley, responsable nazi et chef du Front allemand du travail, décrivit l'Allemagne comme une nation prolétarienne en 1940.